# Ulica Olszyny w Krakowie
Ulica Olszyny – ulica w Krakowie, w dzielnicy II Grzegórzki, na Osiedlu Oficerskim.
Łączy ulicę Pilotów z ulicą Józefa Brodowicza, ul. Grochowską i ul. Wilhelma Wilka-Wyrwińskiego.

## Przebieg
Ulica rozpoczyna swój bieg jako przedłużenie ulicy Pilotów. Następnie, 190 metrów dalej arteria krzyżuje się z ulicą Ignacego Łukasiewicza i ul. Lesistą. Ulica znajduje się w całości w dzielnicy II, na Osiedlu Oficerskim. Na końcowym odcinku, kilkanaście metrów przed końcowym skrzyżowaniem ulicy, arteria biegnie wiaduktem nad rzeką Prądnik.
Ulica kończy bieg na skryżowaniu z ulicą Józefa Brodowicza, ul. Grochowską i ul. Wilhelma Wilka-Wyrwińskiego, gdzie jej przedłużeniem staje się ta pierwsza.
Wraz z ulicą Pilotów, ul. Akacjową i ul. Józefa Brodowicza, ul. Olszyny tworzy ciąg komunikacyjny o długości około 2,6 km.

## Historia
Ulica została w obecnym kształcie wytyczona w na przełomie lat 80. i 90. XIX wieku i stanowiła bowiem część wojskowej drogi fortecznej. W latach trzydziestych XX wieku Rada Miasta Krakowa nadała ulicy obecną nazwę, nawiązującej do istniejącego na sąsiedniej Olszy, lasu, wyciętego w 1850 roku podczas prac przy fortyfikowaniu twierdzy krakowskiej.
W 1951 roku ulica została skrócona; jej część odciętą torem kolejowym, przyłączono do ulicy Pilotów.

## Infrastruktura
Ulica Olszyny jest czteropasmową ulicą (po dwa pasy ruchu w jednym kierunku). Na ulicy znajduje się jeden zespół przystanku autobusowego MPK Kraków – „Narzymskiego” (przy skrzyżowaniu z ulicą Józefa Narzymskiego).

## Galeria

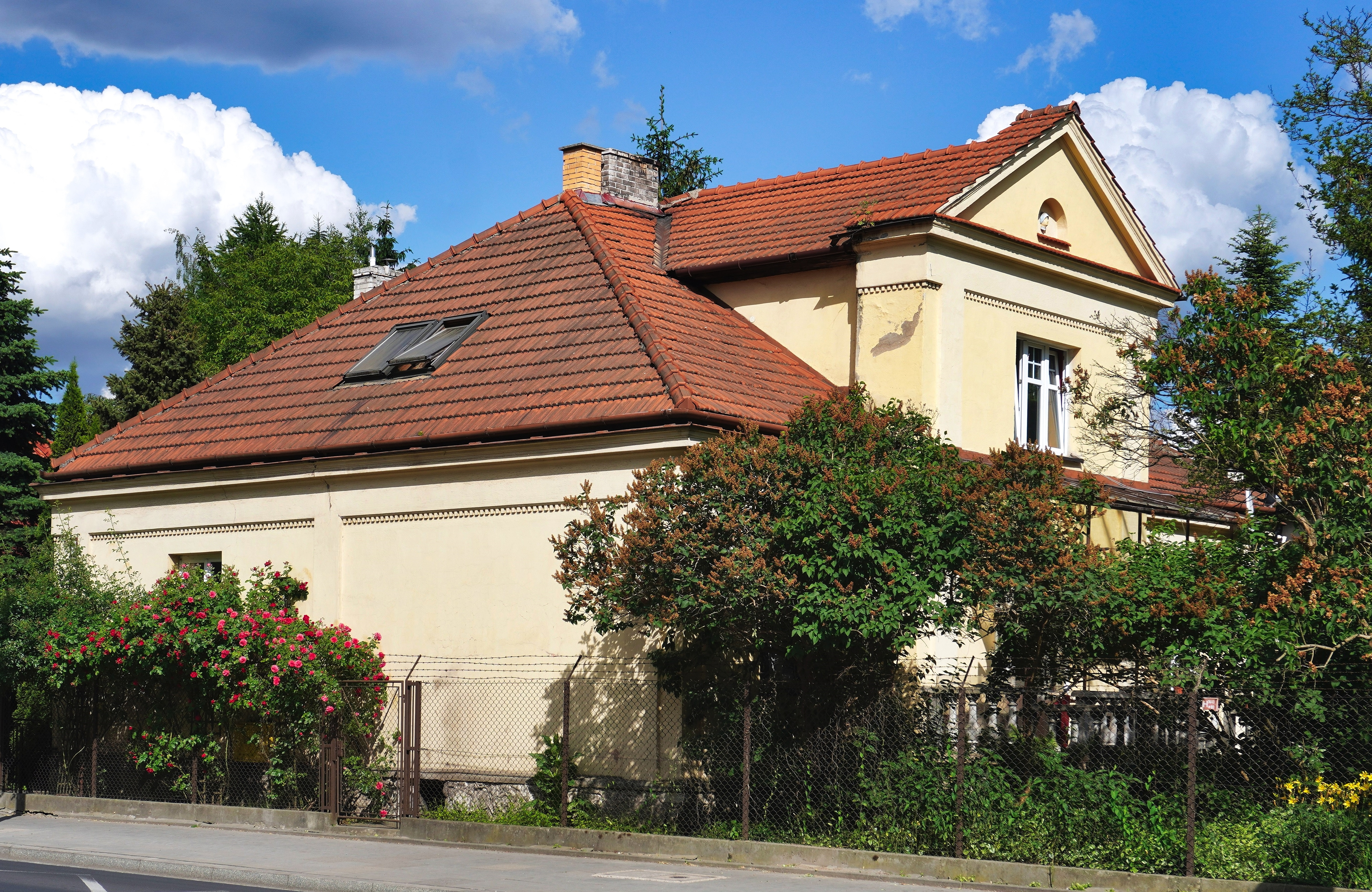
ul. Olszyny 1 Willa (ok. 1925)